# ヴァイオリンソナタ (プーランク)
ヴァイオリンソナタ FP119は、フランシス・プーランクによって1942年から1943年に作曲された室内楽曲である。1943年6月21日にプーランク自身のピアノ演奏とヴァイオリニストのジネット・ヌヴーによってパリのサル・ガヴォーで初演された。出版は1944年で、その後1949年に改訂版が出版された。
1936年に殺害されたスペインの詩人フェデリコ・ガルシーア・ロルカを偲んで作曲された。この年は、友人のピエール＝オクターヴ・フェルーの事故死、プーランク自身がロカマドゥール巡礼で宗教に目覚めるなど、大きな転機となった年であった。
ヴァイオリンは苦手だと公言していたプーランクだったが、ヴァイオリンパートの作曲に当たってはヌヴーの助言に依るところが大きい。他のプーランク作品とは異なり、作曲の動機により「荒々しく violent」など、ストレートな感情表現が多く見られるのが特徴である。
他のプーランク作品と同様に、自作・他作のフレーズが引用されている。

## 構成
1. Allegro con fuoco
2. Intermezzo
3. Presto tragico

第2楽章冒頭には、ロルカの詩『六本の弦 Las Seis Cuerdas 』冒頭のフランス語訳が掲げられている。
演奏時間は約15～18分。